# ألبينو مانويل أغويرو
ألبينو مانويل أغويرو هو مبارز بالسيف أرجنتيني، مثّل بلاده في الألعاب الأولمبية الصيفية 1948.

## روابط خارجية
ألبينو مانويل أغويرو على موقع أوليمبيديا (الإنجليزية)